# Xestia infuscata
Xestia infuscata är en fjärilsart som beskrevs av Draeseke 1928. Xestia infuscata ingår i släktet Xestia och familjen nattflyn. Inga underarter finns listade i Catalogue of Life.